# Trockenpilz

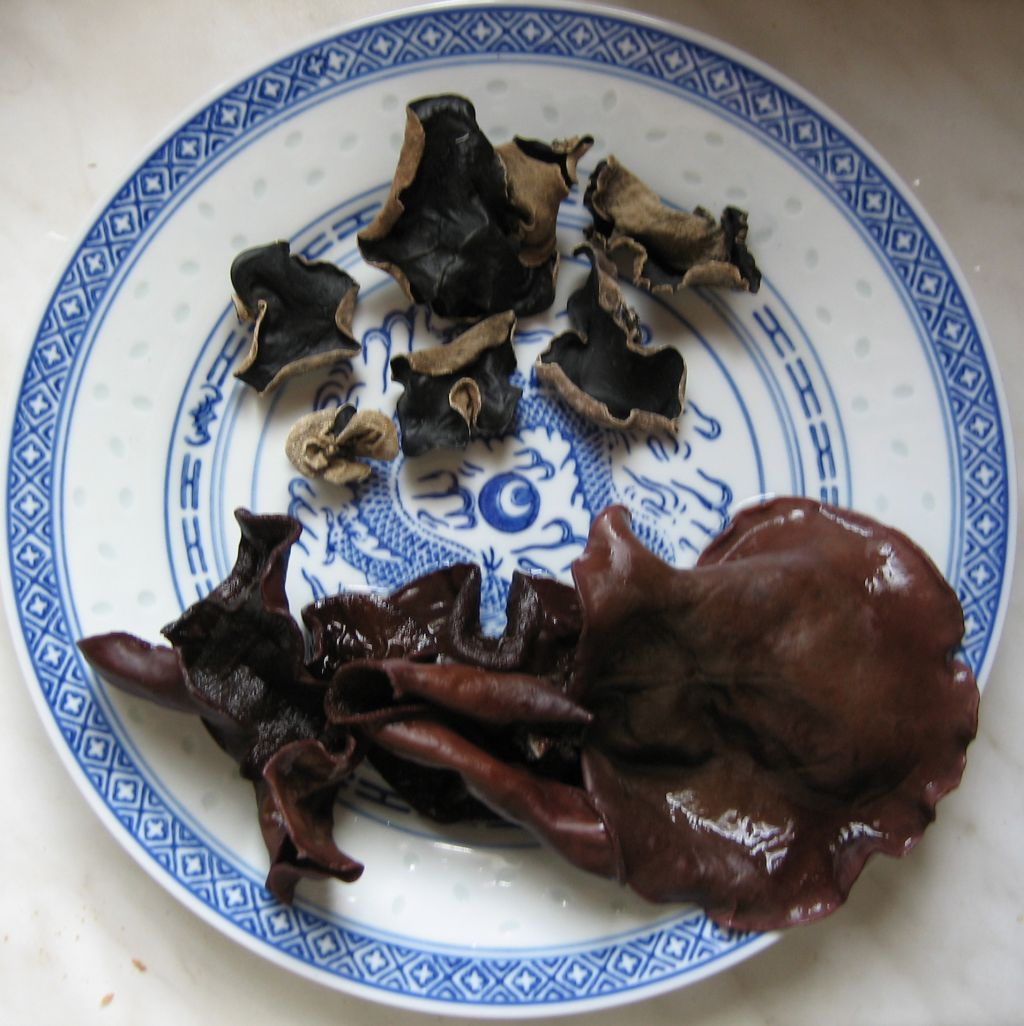
Getrocknete und eingeweichte Judasohren (Mu-Err-Pilze)

Trockenpilze oder Dörrpilze sind durch Dörren haltbar gemachte Speisepilze. Viele, aber nicht alle Arten der essbaren Pilze eignen sich für diese Art der Konservierung.
Im Handel verbreitet sind vor allem getrocknete Steinpilze, Zuchtchampignons, Totentrompeten (Herbsttrompeten), Austernseitlinge, Spitz- und Speisemorcheln, Shiitake und Judasohren (auch Mu-Err, China-Morchel oder Black Fungus genannt). Gemäß dem Deutschen Lebensmittelbuch dürfen Trockenpilze als Handelsware maximal 12 Prozent Wasser enthalten.
Außer den vorstehend erwähnten Handelsprodukten werden als „gut geeignet“ zum Trocknen folgende Pilzarten bezeichnet: alle übrigen Dickröhrlingsverwandte, Trichterlinge, Ritterlinge, Schirmlinge, Champignons und Hallimasche.
Nur eingeschränkt oder nicht zum Trocknen geeignet sind  Schwefelporling und Leberreischling (die beim Trocknen zäh werden), Rötelritterlinge (die von älteren Pilz-Bestimmungsbüchern als „roh schwach giftig“ bezeichnet werden und die das vorherige Abkochen empfehlen) und Riesenboviste.
Als „völlig ungeeignet“ zum Trocknen werden u. a. bezeichnet: Täublinge, Tintlinge (die sehr schnell zerfallen), Milchlinge, Boviste, Pfifferlinge, und der Mairitterling.

## Herstellung
Zum Trocknen eignen sich nur saubere Pilze bzw. Pilzabschnitte ohne Madenfraß oder faulige Stellen. Bei Dickröhrlingsverwandten sollte die Röhrenschicht entfernt werden, wenn sie weich oder feucht ist, fast immer beim Maronenröhrling. Pilze, die nicht sehr klein oder dünnfleischig sind, werden meist in Scheiben geschnitten, um das Trocknen zu beschleunigen.
Die vorbereiteten Pilze werden auf Papier oder Stoff ausgebreitet oder auf Schnüre gezogen an einem luftigen Ort für mehrere Tage getrocknet, bis sie eine fast brüchige Konsistenz haben. Dabei verlieren sie annähernd 90 Prozent ihres Gewichts. Auf einige Stunden beschleunigen lässt sich die Trocknung mit einem Dörrapparat oder mäßig erwärmten (ca. 50–70 °C) Backofen mit nicht ganz geschlossener Klappe. Bei der industriellen Herstellung kommt auch die Gefriertrocknung zum Einsatz.
Aus Trockenpilzen wird auch Pilzpulver hergestellt. Dazu eignen sich auch durch Trocknung zäh werdende Pilze oder zähe Teile von Pilzen wie z. B. die Stiele von Parasolen.

## Lagerung
Ausreichend getrocknete Pilze sind in luftdicht verschlossenen Behältern über viele Jahre ohne merklichen Qualitätsverlust haltbar. Unbedenklich ist ein leichter grauer Belag, der durch auskristallisierte Mineralstoffe entstehen kann. Verderb durch zu hohen Feuchtigkeitsgehalt ist an einem muffigen, stumpfen oder schimmeligen Geruch zu erkennen.

## Verwendung
Vor der Weiterverarbeitung werden Trockenpilze in der Regel für einige Zeit in warmem, aber nicht kochendem Wasser eingelegt. Die Einweichflüssigkeit nimmt dabei einen Teil der aromatischen Inhaltsstoffe auf und kann z. B. für Saucen weiterverwendet werden.
Pilzpulver aus Trockenpilzen kann ohne den Einweichvorgang unmittelbar zum Würzen von Saucen und Suppen beigegeben bzw. mitgekocht werden.